# Слафковский, Юрай
Юра́й Слафко́вский (словац. Juraj Slafkovský; род. 30 марта 2004[…], Кошице[…]) — словацкий хоккеист, нападающий клуба «Монреаль Канадиенс» и сборной Словакии по хоккею. 1-й номер драфта НХЛ 2022 года.

## Карьера

### Клубная
Начал свою карьеру в Финляндии за юношескую команду ТПС; попав в главную команду он стал одним из ключевых игроков, с которой дошёл до финала, где ТПС уступил Таппаре со счётом 4-1 в серии.
На драфте НХЛ 2022 года выбран в 1-м раунде под общим 1-м номером клубом «Монреаль Канадиенс». Он стал первым в истории словаком, который был выбран на драфте НХЛ под общим 1-м номером. 13 июля он подписал с командой трёхлетний контракт новичка. Дебютировал в НХЛ 12 октября в матче с «Торонто Мейпл Лифс», который закончился победой «Канадиенс» со счётом 4:3. 20 октября в матче с «Аризоной Койотис» забросил свою первую шайбу в НХЛ, а «Монреаль» выиграл матч со счётом 6:2. Всего в сезоне 2022/23 набрал 10 очков (4+6) в 39 матчах за «Канадиенс».
10 апреля 2024 года в матче с клубом «Филадельфия Флайерз» оформил первый свой хет-трик в НХЛ; матч закончился победой «Канадиенс» со счётом 9:3. Всего в сезоне 2023/24 набрал 50 очков (20+30) в 82 матчах, «Монреаль» в плей-офф не попал.
11 ноября 2024 года набрал 3 очка (0+3) в игре против «Баффало» (7:5).

### Международная
Играл на МЧМ-2021 за молодёжную сборную, на турнире провёл пять матчей, не набрав очков, а сами словаки вылетели в 1/4 финала, проиграв молодёжной сборной США 2:5.
Первым турниром в карьере за основную сборную стал ЧМ-2021. На турнире провёл 6 матчей, не набрав очков. Словаки проиграли в 1/4 финала сборной США со счётом 1:5 и покинули турнир.
В январе 2022 года вошёл в число игроков сборной для участия в ОИ-2022 В стартовой игре против сборной Финляндии оформил дубль, но словаки проиграли 2:6. Он забросил по одной шайбе в ворота Швеции, Латвии и в матчах 1/8 и 1/4 финала против сборных Германии и США, а также оформил дубль в игре за бронзу против шведской сборной. В итоге Словакия впервые в своей истории выиграла медали Олимпиады, а сам Слафковский стал самым молодым лучшим снайпером турнира за всю историю хоккейных турниров Олимпийских игр. По итогам выступления на Играх он стал MVP хоккейного турнира и вошёл в символическую сборную.
В мае 2022 года вошёл в состав сборной для участия в ЧМ-2022.. На турнире Юрай забросил 3 шайбы и оформил 6 голевых передач; в его активе были ассистентские дубли в матчах с французами (4:2) и итальянцами (3:1). Проиграв финнам в 1/4 финала со счётом 4:2, словаки покинули турнир.

## Награды и достижения
| Год  | Команда | Достижение                             |
| ---- | ------- | -------------------------------------- |
| 2022 | ТПС     | Серебряный призёр чемпионата Финляндии |

| Год  | Команда       | Достижение                             |
| ---- | ------------- | -------------------------------------- |
| 2021 | Словакия (юн) | Серебряный призёр кубка Глинки/Гретцки |
| 2022 | Словакия      | Бронзовый призёр Олимпийских игр       |

| Год  | Команда  | Достижение                                        |
| ---- | -------- | ------------------------------------------------- |
| 2022 | Словакия | Самый ценный игрок Олимпийских игр                |
| 2022 | Словакия | Лучший бомбардир Олимпийских игр                  |
| 2022 | Словакия | Лучший снайпер Олимпийских игр                    |
| 2022 | Словакия | Попадание в символическую сборную Олимпийских игр |